# Hermathena dativa
Hermathena dativa är en fjärilsart som beskrevs av William Schaus 1928. Hermathena dativa ingår i släktet Hermathena och familjen Riodinidae. Inga underarter finns listade i Catalogue of Life.